# Карлос Амарілья
Карлос Аресіо Амарілья Демаркі (ісп. Carlos Arecio Amarilla Demarqui; 26 жовтня 1970, Асунсьйон) — парагвайський футбольний суддя. Працював на цій посаді з 1997 по 2013 рік. За фахом інженер-електрик.

## Біографія
Був одним з арбітрів на чемпіонаті світу 2006 року. Зокрема, обслуговував матч між збірними України і Тунісу. Його суддівство в цьому матчі викликало нарікання, зокрема пенальті, призначений у ворота африканців. В результаті Амарілья не був обраний для арбітражу матчів плей-оф.
Головними матчами в кар'єрі, які судив Амарілья, є два поспіль фінали Кубка Америки року між Бразилією і Аргентиною — в 2004 і 2007 роках. У 2003 і 2005 роках працював на Кубку конфедерацій.
Кубок Лібертадорес Амарілья судив з 2006 року. У 2011 році судив перший фінал Кубка Лібертадорес між «Пеньяролем» і «Сантосом».
У перекладі з іспанської, Амарілья означає «жовтий», що стало причиною численних іронічних коментарів з боку журналістів і вболівальників, оскільки його прізвище мимоволі асоціюється з жовтою карткою.

## Головні матчі, на яких працював Амарілья
Турніри
- Кубок конфедерацій 2003 (Група B —  Камерун  —  Туреччина)
- Кубок Америки 2004 — (Група B —  Аргентина —  Еквадор, 1/4 фіналу —  Перу —  Аргентина, фінал —  Аргентина —  Бразилія)
- Кубок конфедерацій 2005 (Група A —  Німеччина —  Австралія, Група B —  Греція  —  Мексика)
- Кубок Америки 2007 — (Група A —  Уругвай —  Перу (відкриття), 1/4 фіналу —  Мексика —  Чилі, фінал —  Аргентина —  Бразилія)
- Чемпіонат світу 2006 — (група —  США —  Чехія,  Того —  Швейцарія,  Україна —  Туніс)

Ігри
- Фінал Кубка Америки 2004 ( Аргентина —  Бразилія)
- Фінал Південноамериканського кубка 2005 ( «Бока Хуніорс» —  «УНАМ Пумас»)
- Фінал Кубка Америки 2007 ( Аргентина —  Бразилія)
- Фінал Південноамериканського кубка 2008 ( «Естудьянтес» —  «Інтернасьйонал»)
- Фінал Південноамериканського кубка 2009 ( «Флуміненсе» —  «ЛДУ Кіто»)
- Фінал Кубка Лібертадорес 2011 ( «Пеньяроль» —  «Сантос»)